# Димце
Димце (алб. Dimcë) је насеље у општини Качаник, Косово и Метохија, Република Србија.

## Становништво
| Демографија | Демографија | Демографија |
| Година      | Становника  | Становника  |
| ----------- | ----------- | ----------- |
| 1948.       | 125         |             |
| 1953.       | 114         |             |
| 1961.       | 113         |             |
| 1971.       | 108         |             |
| 1981.       | 90          |             |
| 1991.       | 134         |             |